# Peter Olsen
Peter Richard Olsen, född 31 oktober 1911 i Sorø, död 13 februari 1956 i Sorø, var en dansk roddare.
Olsen blev olympisk silvermedaljör i tvåa utan styrman vid sommarspelen 1936 i Berlin.